# Berbera
Berbera (som. Barbara, arab. بربرة) – miasto w północnej Somalii, od 1991 r. wchodzi w skład nieuznawanego przez społeczność międzynarodową państwa Somaliland.
Berbera jest ważnym portem morskim, handlowym i rybackim, z jedyną osłoniętą przystanią po południowej stronie Zatoki Adeńskiej. Według danych na rok 2005 miasto liczyło 42 070 mieszkańców. 
Ośrodek handlu bydłem oraz przemysłu metalowego i cementowego. Zajmuje strategiczną pozycję na szlaku transportu ropy naftowej. 
Berbera założona w IX-X wieku była w średniowieczu ważnym miastem-państwem. Od XVII wieku pozostawała pod zwierzchnictwem tureckim, w latach 1875-1884 zajmowały ją wojska egipskie, a w latach 1884-1960 znajdowała się pod kontrolą brytyjską. W latach 1940–1941 Berberę okupowali Włosi. Podczas zimnej wojny ZSRR zbudował tu niewielki port wojenny, przejęty przez Amerykanów po somalijsko-etiopskiej wojnie w Ogadenie, a także długi pas startowy. Obecnie port służy do celów cywilnych. Miasto było bombardowane przez siły rządowe w 1988 roku, na początku lat 90. ucierpiało w wyniku walk klanowych, obecnie odbudowane.